# Museo della pasta
Il Museo della pasta è un museo etnografico dedicato alla pasta, collocato all'interno della Corte di Giarola, tra Collecchio e Ozzano Taro, zona storicamente vocata alla lavorazione del grano, in provincia di Parma.

## Storia

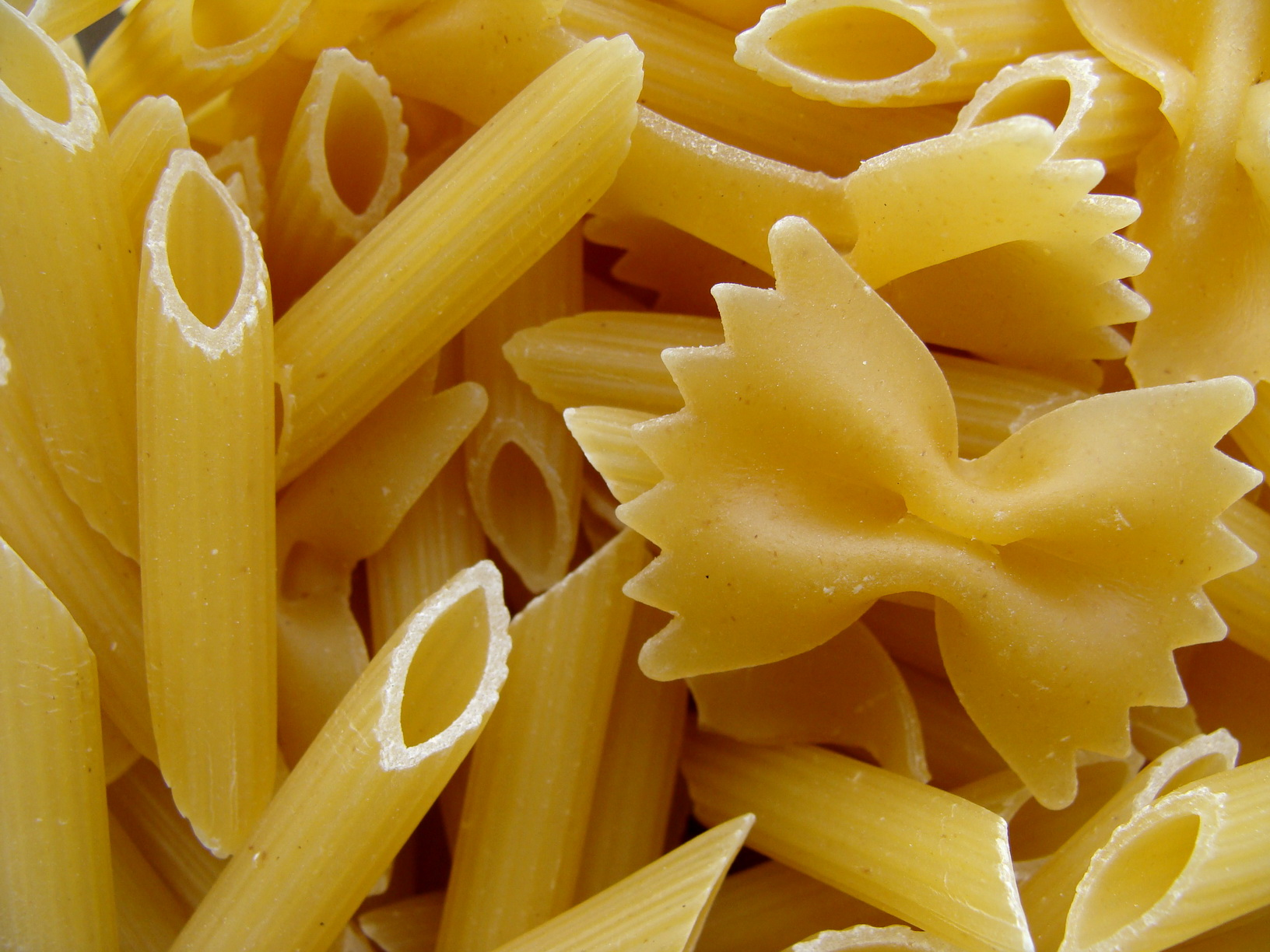
Alcuni formati di pasta

Nel 2001 fu fondato il "Comitato Promotore dei Musei del Cibo", dal 2003 Associazione dei Musei del Cibo della Provincia di Parma, che riuniva la Provincia di Parma, i Comuni di Soragna, Langhirano e Collecchio, i consorzi di tutela dei Prodotti Tipici, la Camera di Commercio di Parma e le associazioni economiche di categoria; l'ente da allora si occupò della creazione e gestione della rete di Musei del Cibo nella provincia di Parma, avviando una serie di lavori che interessarono alcuni edifici pubblici, tra cui, dal 2004, la Corte di Giarola.
Il museo della pasta, collocato al primo piano dell'ala ovest della grande corte rurale, dotata di mulino già in epoca medievale, fu inaugurato il 10 maggio 2014 con un convegno dedicato a "La pasta tra storia, cultura e gastronomia", ma l'idea della sua istituzione nacque già intorno al 1980, su iniziativa del collezionista Ettore Guatelli, del poeta Attilio Bertolucci e dell'imprenditore Pietro Barilla, che iniziò a raccogliere nella sede dell'industria multinazionale numerosi oggetti e documenti storici, in parte provenienti dall'archivio storico aziendale.

## Percorso espositivo
Il percorso espositivo, collocato all'interno dell'antico granaio della corte rurale, in continuità col Museo del pomodoro, è suddiviso in sei sezioni.
La prima sezione descrive, attraverso una serie di documenti, modelli e attrezzi agricoli d'epoca, l'evoluzione storica delle tecniche di coltivazione del grano e dei cereali.
La seconda illustra, attraverso pannelli, modelli e la ricostruzione di un mulino a palmenti e di un mulino a cilindri, l'evoluzione storica delle tecniche di macinazione.
La terza descrive, attraverso pannelli e oggetti, il pane e i prodotti da forno.
La quarta illustra, attraverso una collezione di piccoli utensili domestici d'epoca, le tecniche di preparazione casalinga della pasta fresca e i numerosi formati di pasta esistenti.
La quinta sezione descrive, attraverso l'allestimento di un pastificio industriale risalente agli inizi del XIX secolo e di alcuni macchinari antichi, le tecniche di produzione industriale della pasta e dei metodi di formatura di 100 sue tipologie.
La sesta infine illustra, attraverso pannelli, cartoline, dépliant pubblicitari, oggetti, dipinti, francobolli e cataloghi, la cultura della pasta.